# Pelargoderus arouensis
Pelargoderus arouensis là một loài bọ cánh cứng trong họ Cerambycidae.